# Mont Wrangell
Pour les articles homonymes, voir Wrangell.
Le mont Wrangell, en anglais Mount Wrangell, est un sommet des États-Unis situé en Alaska. Il culmine à 4 317 mètres d'altitude dans les montagnes Wrangell. Il s'agit d'un volcan bouclier actif et recouvert de glaces. Il a été escaladé pour la première fois en 1908 et sert désormais de base d'études scientifiques.

## Toponymie
Le mont Wrangell, anglais : Mount Wrangell en anglais, parfois orthographié anglais : Mount Wrangel ou anglais : Mount Wrangle, est nommé en l'honneur du baron russe Ferdinand von Wrangel,, amiral, explorateur, homme d'État, scientifique et président de la Compagnie russe d'Amérique entre 1830 et 1835,. L'existence de ce nom est rapportée en 1885 par le lieutenant américain Henry T. Allen ; il baptise par la même occasion un autre sommet du massif, le mont Tillman, d'après Samuel Escue Tillman, professeur à l'Académie militaire de West Point, nom que l'on retrouve par erreur attribué au mont Wrangell sur un plan et qui finit par totalement disparaître,. Il est également appelé pic Chechitno, K'elt'aeni ou Uk'eledi,. K'elt'aeni signifierait approximativement « celui qui contrôle » dans le dialecte athapascan des Ahtnas tandis que Uk'eledi est « celui qui fume ».

## Géographie
Le mont Wrangell est situé aux États-Unis, dans la région de recensement de Valdez-Cordova au Sud-Est de l'État d'Alaska, à 160 kilomètres de la frontière avec le Canada. Il se trouve à 650 kilomètres au nord-ouest de Juneau et 320 kilomètres à l'est-nord-est d'Anchorage, respectivement capitale et plus grande ville de l'État. Les localités les plus proches, toutes sur la rivière Copper qu'il domine d'environ 3 700 mètres, sont Chitina au sud, Kenny Lake et Willow Creek au sud-ouest, Copper Center, Silver Springs, Tazlina et Copperville à l'ouest, Gulkana et Gakona au nord-ouest, Chistochina et Slana au nord. Le sommet s'élève à 4 317 mètres d'altitude,, dans les montagnes Wrangell, ce qui en fait le troisième plus haut sommet majeur du massif après le mont Blackburn (4 996 m) et le mont Sanford (4 949 m) et le cinquième si l'on considère les éperons rocheux. Il possède une cime secondaire, le sommet occidental, à 4 271 mètres d'altitude, qui surmonte le cratère principal par le nord. Elle domine elle-même le mont Zanetti, à 3 965 mètres d'altitude et six kilomètres au nord-ouest, qui est un cône volcanique.
Le mont Wrangell est un volcan bouclier andésitique couronné par une caldeira de quatre kilomètres de largeur pour six kilomètres de longueur et présente des coulées de lave allant jusqu'à 58 kilomètres. La montagne a un diamètre de trente kilomètres à sa base et un volume de 900 km3. Ces dimensions font de lui l'un des plus grands volcans du monde.
Son sommet et ses flancs sont couverts de glaciers,,, parmi lesquels le glacier Nabesna au nord, Cheshnina au sud, Chetaslina, Chichokna et Dadina à l'est.
Le mont Wrangell a donné son nom à la grande province magmatique Wrangellia, qui s'étend en bordure du Pacifique du centre de l'Alaska au Sud de la Colombie-Britannique.

## Histoire
Le mont Wrangell actuel a commencé à se mettre en place 750 000 ans BP, sur les restes d'un édifice plus ancien datant du milieu du Pléistocène. Sa taille s'est considérablement accrue entre 600 000 et 200 000 ans BP. La dernière coulée de lave s'est probablement produite entre 100 000 et 50 000 ans BP. Il pourrait avoir connu jusqu'à sept éruptions au cours du XXe siècle. La dernière s'est produite les 1er et 2 août 2002. Des fumerolles sont toujours présentes sporadiquement dans la caldeira.
Sa première ascension est effectuée par R. Dunne et W. Sowle en 1908. Il s'agit du premier volcan majeur des montagnes Wrangell à avoir été escaladé.

## Activités
Le mont Wrangell est classé depuis 1980 au sein du parc national de Wrangell-St. Elias, le plus étendu des États-Unis. De nombreuses recherches scientifiques ont été menées à son sommet par l'université d'Alaska, notamment en 1953 dans le domaine du rayonnement cosmique et depuis 1961 sur le volcanisme en milieu glaciaire. Les équipes sont déposées par une sorte d'hydravion conçu pour atterrir sur la glace.